# Casa Darder (Sabadell)
La Casa Darder és una obra eclèctica de Sabadell (Vallès Occidental) protegida com a Bé Cultural d'Interès Local.

## Descripció
Habitatge que presenta una distribució en planta baixa, pis i golfes. La façana s'organitza segons la típica manera dels casals dels mestres d'obra. Els murs presenten una decoració amb estuc en forma de grans carreus de pedra. L'eix de simetria ve donat per la porta d'entrada. Porta i finestres estan decorades amb motllures en estuc que segueixen el brancal i la llinda. El balcó, sustentat per mènsules, presenta dos nivells, essent el central el més sortint. Les golfes es tradueixen a la façana a partir de tres petites finestres, sobre les que segueix el ràfec de la teulada decorat amb motllures.

## Història
La primera utilització de l'edifici fou la d'habitatge, posteriorment fou un restaurant (al voltant de 1987). Més endavant, el Sr. Pierre, propietari de la finca, llogà l'edifici per tal d'instal·lar una guarderia infantil.